# Бузовьязовский сельсовет
Бузовьязовский сельсовет — муниципальное образование в Кармаскалинском районе Башкортостана.
Административный центр — село Бузовьязы.

## История
Согласно «Закону о границах, статусе и административных центрах муниципальных образований в Республике Башкортостан» имеет статус сельского поселения.

## Население
| 2002  | 2009  | 2010  | 2012  | 2013  | 2014  | 2015  |
| ----- | ----- | ----- | ----- | ----- | ----- | ----- |
| 2243  | ↘1997 | ↘1979 | ↘1961 | ↘1952 | ↘1945 | ↗1957 |
| 2016  | 2017  | 2018  |       |       |       |       |
| ↘1935 | ↘1888 | ↘1859 |       |       |       |       |

## Состав сельского поселения
| № | Населённый пункт | Тип населённого пункта       | Население |
| - | ---------------- | ---------------------------- | --------- |
| 1 | Бузовьязы        | село, административный центр | ↘1492     |
| 2 | Алмалык          | деревня                      | ↗236      |
| 3 | Александровка    | село                         | ↗174      |
| 4 | Бузовьязбаш      | деревня                      | ↗77       |

## Исполнительная власть
Администрация сельского поселения Бузовьязовский сельсовет: Россия, 453003, Республика Башкортостан, Кармаскалинский район, село Бузовьязы, ул. Советская, д. 5.

## Достопримечательности
Каменный мост через реку (бывший Екатерининский, конец XVIII в.) — исторический и архитектурный памятник.

## Известные уроженцы
- Асянов, Фаниль Абдулхадыевич (30 декабря 1929 — 31 января 1995) — башкирский писатель, поэт, драматург, заслуженный работник культуры Башкирской АССР (1976), заслуженный работник культуры РСФСР (1980).
- Усаев, Канзафар (1738 — 10 июля 1804) — видный сподвижник Е. И. Пугачёва.